# 김현치
김현치(1945년 12월 27일 ~ 2024년 05월 10일 )는 대한민국의 전 권투 선수이다. 프로 통산 전적은 23승(9KO)3패.

## 약력
7남매 중 6째. 아마추어 복싱 국가대표. 1970년 방콕 아시안게임 금메달. 1971년 4월 2일 프로 데뷔. 1972년 9월 3일 OPBF 슈퍼페더급 챔피언. 1975년 3월 13일 세계복싱협회(WBA) 슈퍼페더급 타이틀전 벤 빌라플로에게 판정패. 1975년 12월13일 경기를 마지막으로 은퇴.